# Giovanni Bononcini
Pour les articles homonymes, voir Bononcini.

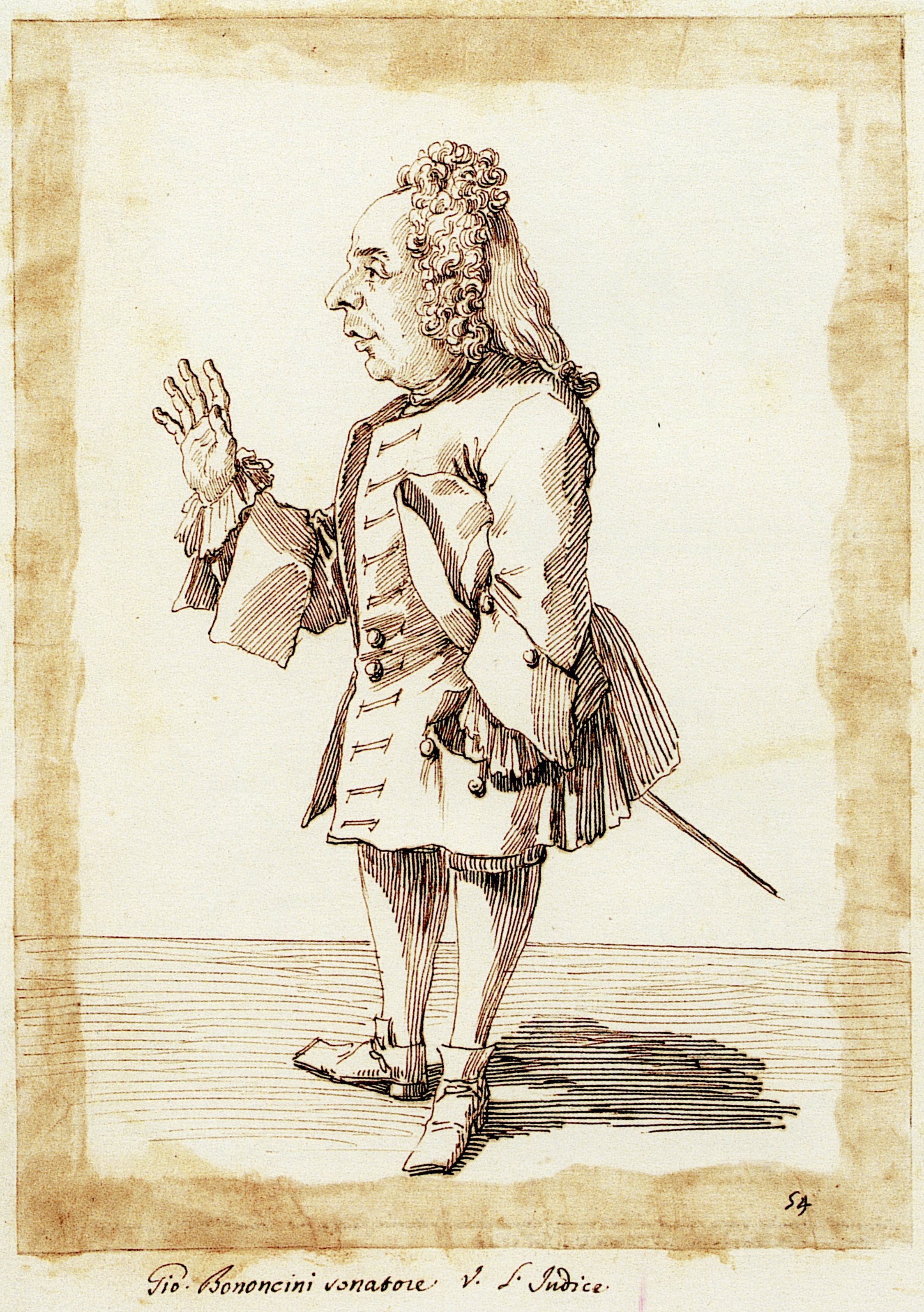
Giovanni Bononcini, caricature de Pier Leone Ghezzi, 1720

Giovanni Battista Bononcini (né à Modène le 18 juillet 1670 et mort à Vienne (Autriche) le 9 juillet 1747) est un violoncelliste et compositeur italien de musique baroque.

## Biographie
Le premier professeur de Giovanni Bononcini est son père, Giovanni Maria (1642-1678), lui-même compositeur et musicien d'église à Modène. Après la mort de celui-ci, Giovanni étudie à Bologne, auprès de Giovanni Paolo Colonna.
Établi à Bologne, il joue la basse à la basilique San Petronio et compose de la musique instrumentale et religieuse. Il est nommé maître de chapelle de l'église San Giovanni in Monte et fait partie de l’Accademia Filarmonica.
Il travaille quelque temps à Milan, puis à Rome où il fréquente des mécènes tels que les Pamphili et Colonna. Il aborde alors le genre de l'opéra qui devait établir sa renommée dans toute l'Italie, et même toute l'Europe.
En 1698, il est en effet engagé à la cour de l'empereur du Saint-Empire Léopold Ier et il reste l'un des musiciens favoris de son successeur Joseph Ier, jusqu'en 1711. De passage à Berlin, il rencontre le jeune Georg Friedrich Haendel, de quinze ans son cadet, dont il éprouve avec dépit le talent précoce, et que, plus tard, il trouvera à nouveau sur son chemin.
De 1714 à 1719, à Rome, il est au service de Johann Wenzel. Puis, à partir de 1720, il s'établit à Londres, sous le patronage du duc de Marlborough. Le public londonien est alors amateur d'opéra italien, et Haendel y a commencé une grande carrière. Les deux artistes vont se mesurer l'un à l'autre pendant de nombreuses années, soit dans la même entreprise, soit dans des organisations concurrentes. Ainsi, l'opéra Muzio Scevola comporte trois actes, le premier composé par Filippo Amadei, le second par Bononcini, le dernier par Haendel, afin de satisfaire à des délais très courts. Mais plus que de collaboration, il s'agit de productions rivales, chacun des protagonistes remportant tour à tour l'avantage. Les deux hommes enchaînent les créations à succès — pour Bononcini : Astarto (1720), Crispo (1722), Griselda (1722) qui remporte un véritable triomphe, Erminia (1723), Calfurnia (1724)... Bononcini bénéficie également d'un certain parti-pris contre Haendel, en réaction vis-à-vis de la dynastie hanovrienne. Mais l'opéra italien connaît maintenant des difficultés, et pendant que Haendel persiste, Bononcini quitte Londres après avoir quelque peu perdu la face dans une affaire de plagiat.
En 1733 il est à Paris et compose pour le Concert Spirituel. En 1737, il perd beaucoup d'argent à la suite d'une escroquerie. Il mène ensuite une existence errante, accueilli à partir de 1741 par la reine Marie Thérèse à Vienne, où il meurt.
Bononcini a été un compositeur prolifique et prisé dans toute l'Europe. Son œuvre comprend plus de soixante compositions scéniques, presque 300 cantates (profanes), des œuvres religieuses (motets, dont un Stabat Mater, messes et autres), de la musique instrumentale : concertos, sonates, symphonies, etc.

## Œuvres

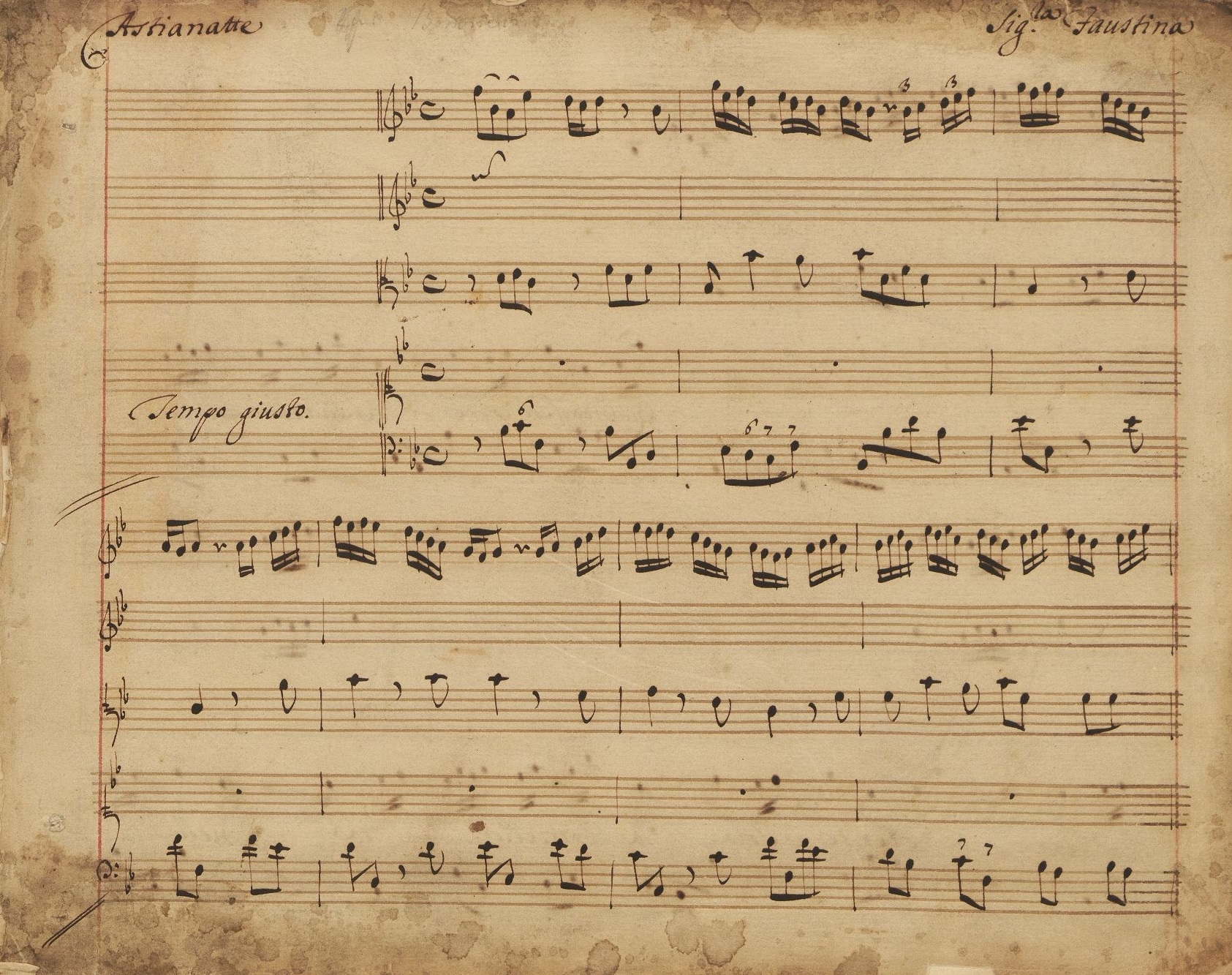
Astianatte, c. 1727.

- La vittoria di Davide contro Golia, oratorio (Modène, 1687)
- Il Giosuè, oratorio (Modène, 1688)
- La Maddalena a' piedi di Cristo, oratorio (Modène, 1690)
- Eraclea, opéra (1692 ; Londres 1722)
- La Nemica d'Amore, sérénade (1692)
- San Nicola Di Bari, oratorio (Rome, 1693)
- L'amore eroica fra pastori (1696)
- Il Trionfo de Camilla, Opéra (1696)
- La clemenza di Augusto (1697)
- La fede pubblica (1699)
- Cefalo (1702)
- Etearco (1707)
- Maria fuggitivo (1708)
- Astarto (1720)
- Ciro (1720)
- Crispo (1721)
- Muzio Scevola (1721 - Pasticcio : Deuxième acte seul)
- Griselda (1722)
- Erminia (1722)
- Farnace (1723)
- Calpurnia (1724)
- Astianatte (c.1727)
- Alessandro in Sidone (1737)